# 李鹏图
李鹏图（1898年—?）顺天府宁河县（今属天津市）人，中华民国政治人物。

## 生平
1921年，李鹏图毕业于直隶公立法政专门学校。1924年，任苏皖赣使署机要秘书。1928年至1936年，历任河北省实业厅科长、官产总处秘书长、财政厅科长、高阳县县长等职。
1937年七七事变后，李鹏图参加日本扶持的中华民国临时政府。1938年，任津海关监督公署总务课课长，任内一度代理津海关监督兼整理关税委员会委员。1939年，任天津特别市公署财政局局长。1943年10月至11月，李鹏图代理天津特别市市长。后来他任长芦盐务管理局局长。
抗日战争胜利后，李鹏图被蒋介石的国民政府逮捕判刑，释放后居住在天津。1949年1月15日，中国人民解放军占领天津，中国人民解放军天津市军事管制委员会决定，立即将解放前夕中华民国司法部电令释放的历史反革命分子、汉奸和严重刑事犯罪分子收监审查，李鹏图随即被收押入天津监狱。1954年6月，李鹏图因汉奸罪被判处有期徒刑15年。1959年9月29日，根据全国人大常委会的决定和中华人民共和国主席刘少奇发布的特赦令，李鹏图收到河北省高级人民法院特赦通知书，获得特赦。